# Yū Watase
Yuu Watase (渡瀬悠宇?) (Osaka, Japón, 5 de marzo de 1970) es una mangaka profesional que se dedica a diferentes géneros de manga como shōjo o shōnen. En España se han publicado algunas de sus obras.
Yuu Watase debutó en 1989 con Pajama de Ojama (パジャマでおじゃま?), historia publicada en Shōjo Comic (少女コミック?) (más conocida como Sho-comi), revista donde publica sus posteriores obras.
En mayo de 2019 se definió como persona de género X, una identidad de género no binaria japonesa.

## Biografía
Comenzó a dibujar manga a la edad de 5 años y aspiraba a convertirse en artista de manga profesional a la edad de 17 años. Desde la escuela primaria hasta la secundaria, sufrió bullying hasta el punto de intentar suicidarse, y esa experiencia la utilizó en Arata Kangatari, para representar el acoso hacia Haku. Desarrolló creencias religiosas en Soka Gakkai que le ayudaron a recuperarse. A menudo aporta ilustraciones para el periódico de la organización, y en el volumen final de "Ayashi no Ceres" escribió un comentario a mano dedicando el trabajo a Daisaku Ikeda, presidente honorario al que respeta.
Se graduó en la escuela secundaria para niñas Sakai, ahora conocida como Kagaoka Liberte. Se graduó en diseño por el Instituto de Diseño Osaka Sogo en 1988. Ganó la 23º edición del Premio Shogakukan Newcomer Comic en la categoría shōjo a los 17 años de edad. Al año siguiente, hizo su debut con Pajama de Ojama, publicado en Shoujo Comic de la editorial Shogakukan. Desde entonces, ha publicado trabajos principalmente en Shoujo Comics.
Desde 2006, sus trabajos se han publicado en la revista juvenil de Shogakukan Big Comic Spirits y en la revista Shūkan Shōnen Sunday.

## Trabajos realizados

### En Flower Comics
- Fushigi Yūgi - 18 Vols.
- Fushigi Yūgi Genbu Kaiden - 12 vols.
- Fushigi Yūgi Byakko Senki - 1 vols, en publicación.
- Shishunki Miman Okotowari, Zoku Shishunki Miman Okotowari, Shishunki Miman Okotowari Kanketsu Hen - 3 Vols.
- Epotoransu! Mai - 2 vols. (1 en España)
- Ayashi no Ceres - 14 vols.
- Imadoki! - 5 vols.
- Alice 19th - 7 vols.
- Zettai Kareshi - 6 vols.
- Appare Jipangu! - 3 vols.

### En Shōnen Sunday Comics
- Arata Kangatari (abierta) - 24 volúmenes.

### Colección de Obras Maestras de Yuu Watase
1. Gomen Asobase!
2. Magical Nan
3. Otenami Haiken!
4. Suna no Tiara
5. Mint de Kiss Me

### Colección Yuutopia
1. Oishii Study
2. Musubiya Nanako

### En Flower Comics Deluxe, Kanzenban, Shogakukan Bunko
- Shishunki Miman Okotowari - 3 vols.
- Pajama de Ojama
- Mint de Kiss Me
- Fushigi Yūgi Kanzenban - 9 vols.
- Fushigi Yūgi
- Epotoransu! Mai
- Sakura Gari - 3 vols.

### Novelas
- Shishunki Miman Okotowari
- Maseikishinden
- Fushigi Yūgi
- Ayashi no Ceres
- Yada ze!
- Zettai Kareshi

## Vida personal
Watase es una persona de género X, una identidad de género no binaria japonesa. Tras estas declaraciones, un editor de Shojo Beat de VIZ Media aclaró que los pronombres que utilizaba Watase en inglés seguían siendo femeninos, es decir, «she» y «her».